# Les Mariages samnites

Page de couverture du livret (Paris, 1776)

Les Mariages samnites est un opéra-comique composé par André Grétry, décrit comme étant un « drame lyrique en trois actes et en prose ». Le livret en français est de Barnabé Farmian Durosoy et est inspiré d’une œuvre de Jean-François Marmontel.

## Création et révision
L’opéra fut créé le 12 juin 1776 par la Comédie-Italienne (l’Opéra-Comique) en l’hôtel de Bourgogne à Paris.
L'œuvre est dédiée au Prince-évêque de Liège, François-Charles de Velbrück. Le premier livret est édité à Paris chez Houbaud et à Lyon chez Castaud (1776). Une deuxième version révisée est créée, qualifiée de « comédie-héroïque en trois actes et en vers », à la Comédie-Italienne de Paris, le 22 mai 1782.

## Actes
- Ouverture
- Acte 1. Marche
- Acte 1, scène 1. C'est dans ces beaux lieux (1776)
- Acte 1, scène 4. Mon amant à la noble audace
- Acte 1, scène 7. Dieu d'amour en ce jour
- Acte 2, scène 1. Ô sort, par tes noires fureurs
- Acte 3, scène 1. Dieu d'amour, pour une âme tendre
- Acte 3, scène 1. Honneurs à nos guerriers (1782)

## Rôles
| Rôle                           | Voix                         | Distribution de la création, le 12 juin 1776                         |
| ------------------------------ | ---------------------------- | -------------------------------------------------------------------- |
| Agathis, amoureux de Céphalide | ténor                        | Jean-Baptiste Guignard, dit Clairval                                 |
| Parmenon, ami d'Agathis        | ténor                        | M Julien                                                             |
| Eumene, père d'Agathis         | basse-taille (baryton basse) | Pierre-Marie Narbonne                                                |
| Céphalide                      | soprano                      | Marie-Jean Trial, née Milon                                          |
| Éliane, amie de Céphalide      | soprano                      | Marie-Thérèse-Théodore Rombocoli-Riggieri, dite Mlle Colombe l'Aînée |
| Euphémie, mère de Céphalide    | soprano                      | Louise-Frédérique Moulinghen, née Schrœder                           |
| Le chef des ainés              |                              | Philippe-Thomas Ménier (aussi écrit Meunier)                         |
| Le Général                     |                              | M Labussière                                                         |
| Deux jeunes filles Samnites    |                              | Sophie Dufayel(ainée) et Marie Desbrosses                            |

## Postérité
Les Huit variations sur « Dieu d'amour » (1781) de Wolfgang Amadeus Mozart s'inspirent du chœur « Dieu d'amour » de cet opéra.

## Sources

### Sources d'époque
- Livret original : Les Mariages samnites, drame lyrique en 3 actes et en prose (nouvelle édition), Paris, Duchesne, 1776 (lire en ligne sur Gallica - BNF).
- Partition imprimée : Les Mariages samnites, Drame lyrique en 3 Actes et en Prose, Paris, Dezauche, s.d. (lire en ligne sur Gallica - BNF).

### Sources modernes
- Michel Brenet, Grétry : sa vie et ses œuvres, Bruxelles, F. Hayez, coll. « Academie royale des sciences, des lettres et des beaux-arts de Belgique » (no 36), 1884, 287 p. (OCLC 606230105, BNF 30116511, lire en ligne [PDF])
- David Charlton, Grétry and the Growth of Opéra Comique, Cambridge University Press, 1986
- Ronald Lessens, Grétry ou Le triomphe de l'Opéra-Comique, L'Harmattan, 2007
- Michael Fend, Les Mariages samnites, in The New Grove Dictionary of Opera, ed. Stanley Sadie, Londres, 1992  (ISBN 0-333-73432-7)
- K. J. Kutsch, Léo Riemens, Großes Sängerlexikon, 4e édition, Munich: K. G. Saur, 2003.  (ISBN 978-3-598-11598-1).